# Колодіїв
Коло́діїв — село в Івано-Франківському районі Івано-Франківської області. Входить до складу Галицької міської громади.

## Історія
Згадується 1444 року в книгах галицького суду.
У податковому реєстрі 1515 року в селі документується млин і 1/2 лану (близько 12 га) оброблюваної землі.
У 1648 році повсталі селяни Колодієва оволоділи замком у селі Лука та маєтком у селі Колодіїв поміщика Лутовського.
У реєстрі церков Войнилівського деканату на 4.03.1733 в Колодієві значиться церква св. Архангела Михаїла, вже не була новою.

## Населення

### Мова
Розподіл населення за рідною мовою за даними перепису 2001 року:
| Мова       | Кількість | Відсоток |
| ---------- | --------- | -------- |
| українська | 685       | 99.85%   |
| російська  | 1         | 0.15%    |
| Усього     | 686       | 100%     |

## Сучасність
В селі поховані загиблі 19.01.1945 повстанці сотні «Ґонти».
Проводиться берегоукріплення аварійної ділянки річки Сівка.